# Laurence Olivier Award for Most Promising Playwright
Der Laurence Olivier Award for Most Promising Playwright (deutsch: Laurence Olivier Auszeichnung für den vielversprechendsten Dramatiker) war ein britischer Theater- und Musicalpreis, der von 2002 bis 2003 vergeben wurde.

## Geschichte und Hintergrund
Die Laurence Olivier Awards werden seit 1976 jährlich in zahlreichen Kategorien von der Society of London Theatre vergeben. Sie gelten als höchste Auszeichnung im britischen Theater und sind vergleichbar mit den Tony Awards am amerikanischen Broadway. Ausgezeichnet werden herausragende Darsteller und Produktionen einer Theatersaison, die im Londoner West End zu sehen waren. Die Nominierten und Gewinner der Laurence Olivier Awards „werden jedes Jahr von einer or Gruppe angesehener Theaterfachleute, Theaterkoryphäen und Mitgliedern des Publikums ausgewählt, die wegen ihrer Leidenschaft für das Londoner Theater“ bekannt sind. Einer der Auszeichnungen war der Laurence Olivier Award for Most Promising Playwright. Der Preis wurde von 2002 bis 2003 vergeben.

## Gewinner und Nominierte
Die Übersicht der Gewinner und Nominierten listet die nominierten Dramatiker und Produktionen. Der Gewinner eines Jahres ist grau unterlegt und fett angezeigt.

### 2002–2003
| Jahr                | Dramatiker       | Produktion    |
| 2002                |                  |               |
| ------------------- | ---------------- | ------------- |
| 2002                | Grae Cleugh      | Fucking Games |
| 2002                | Abi Morgan       | Tender        |
| 2002                | Simon Stephens   | Herons        |
| 2003                |                  |               |
| Charlotte Eilenberg | The Lucky Ones   |               |
| Christopher Shinn   | Where Do We Live |               |